# Agapanthia intermedia
Agapanthia intermedia är en skalbaggsart som beskrevs av Ludwig Ganglbauer 1884. Agapanthia intermedia ingår i släktet Agapanthia och familjen långhorningar.
Artens utbredningsområde är:
- Frankrike.
- Kazakstan.
- Ukraina.

Inga underarter finns listade i Catalogue of Life.

## Bildgalleri

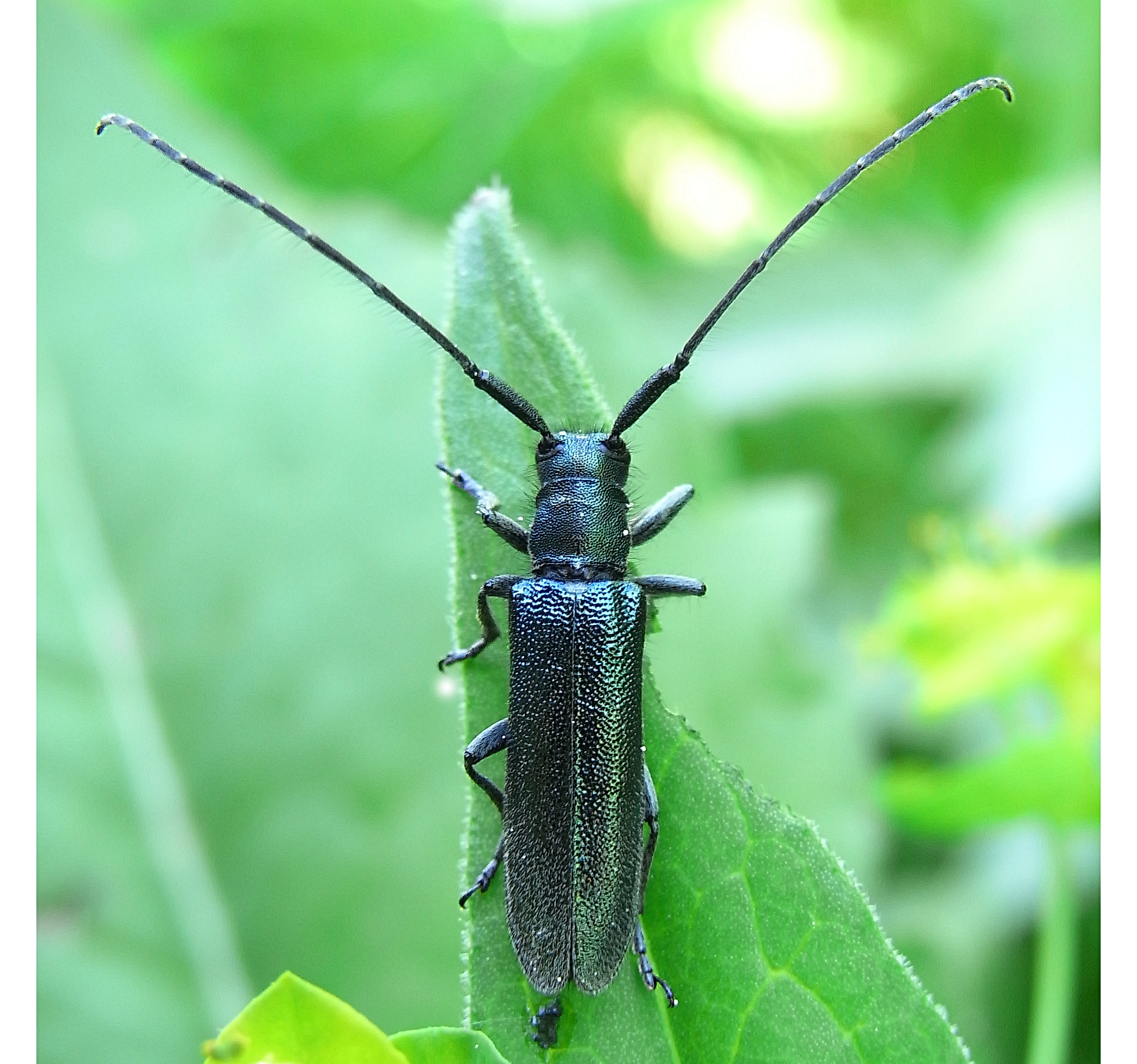
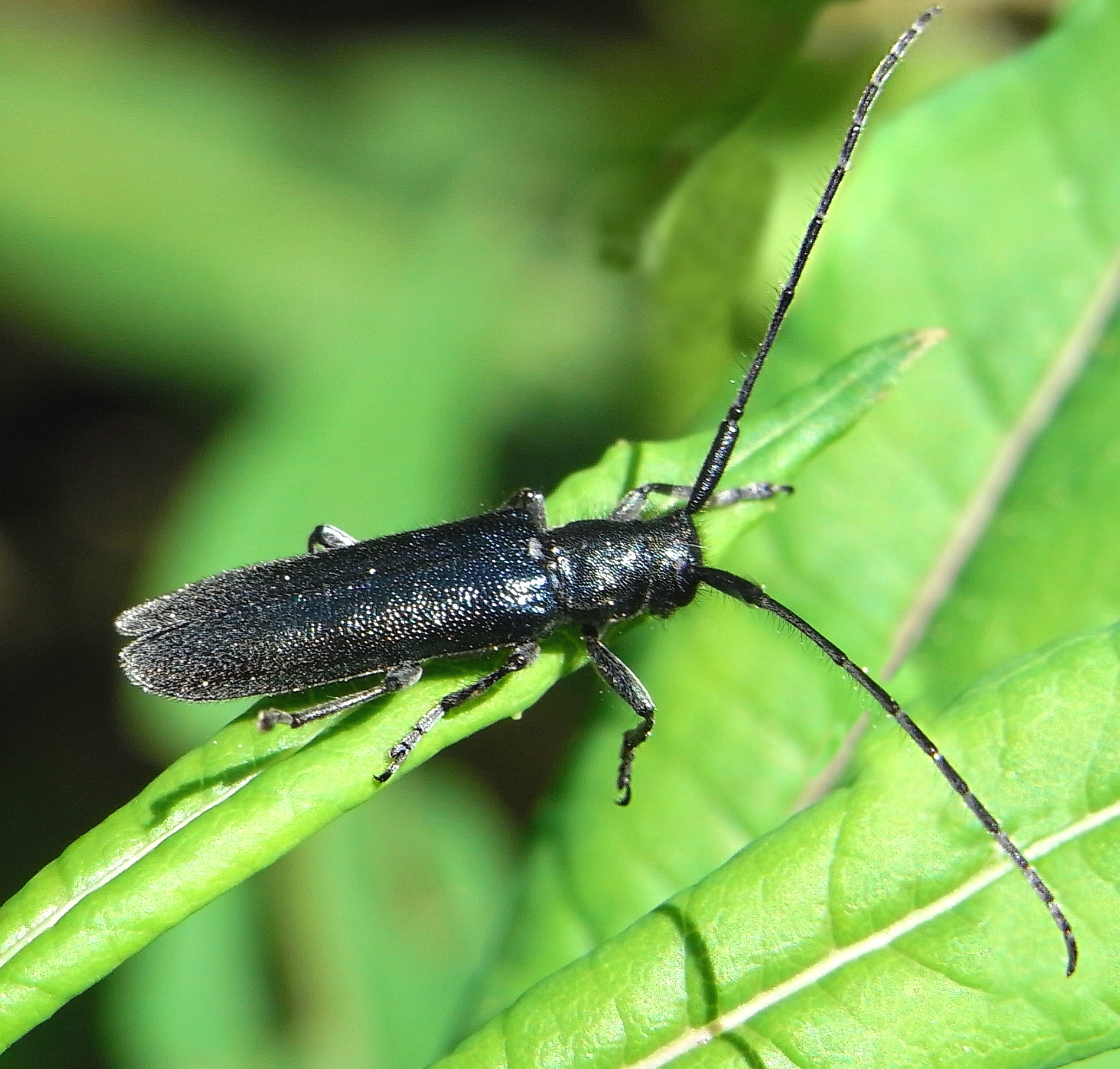
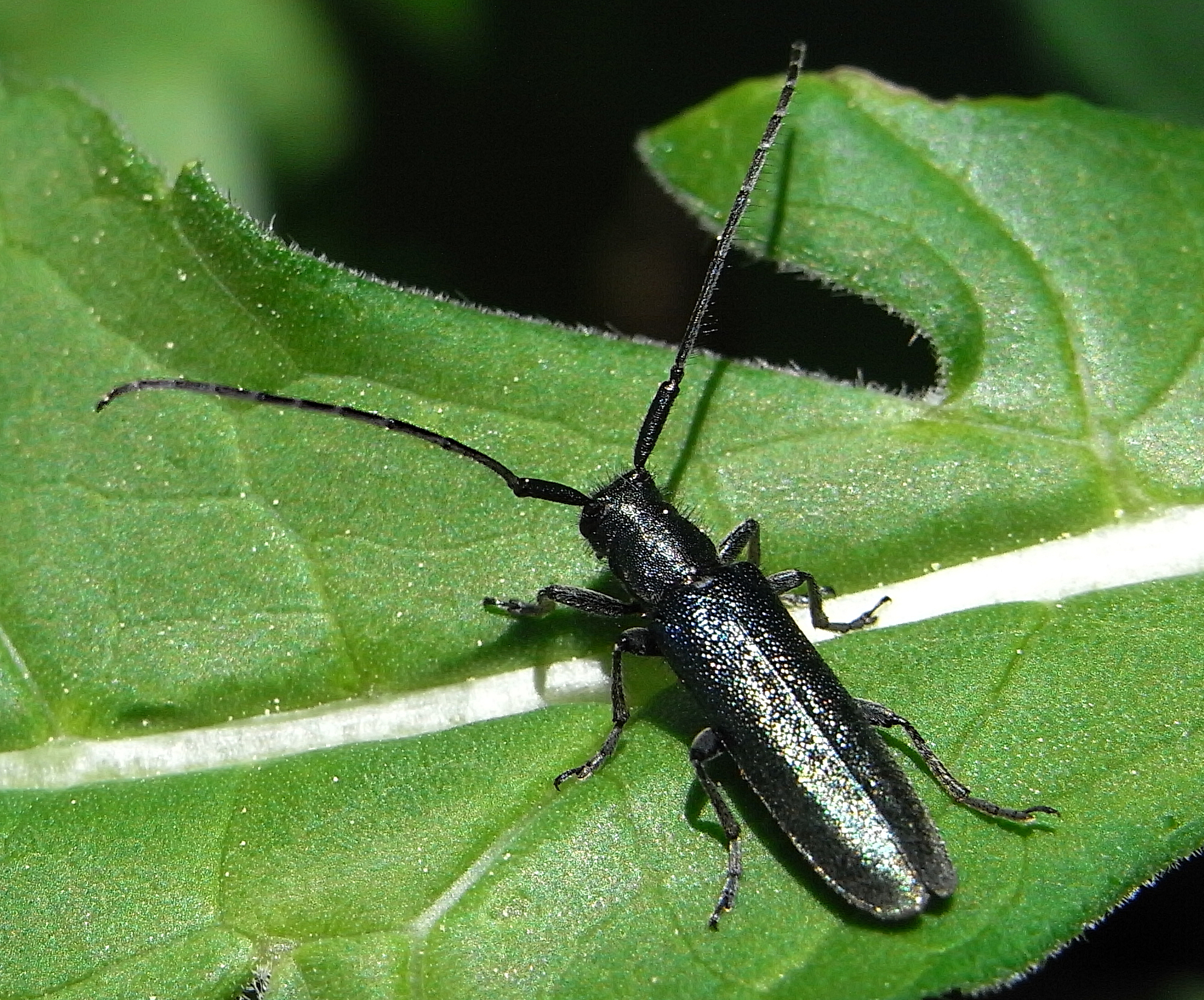
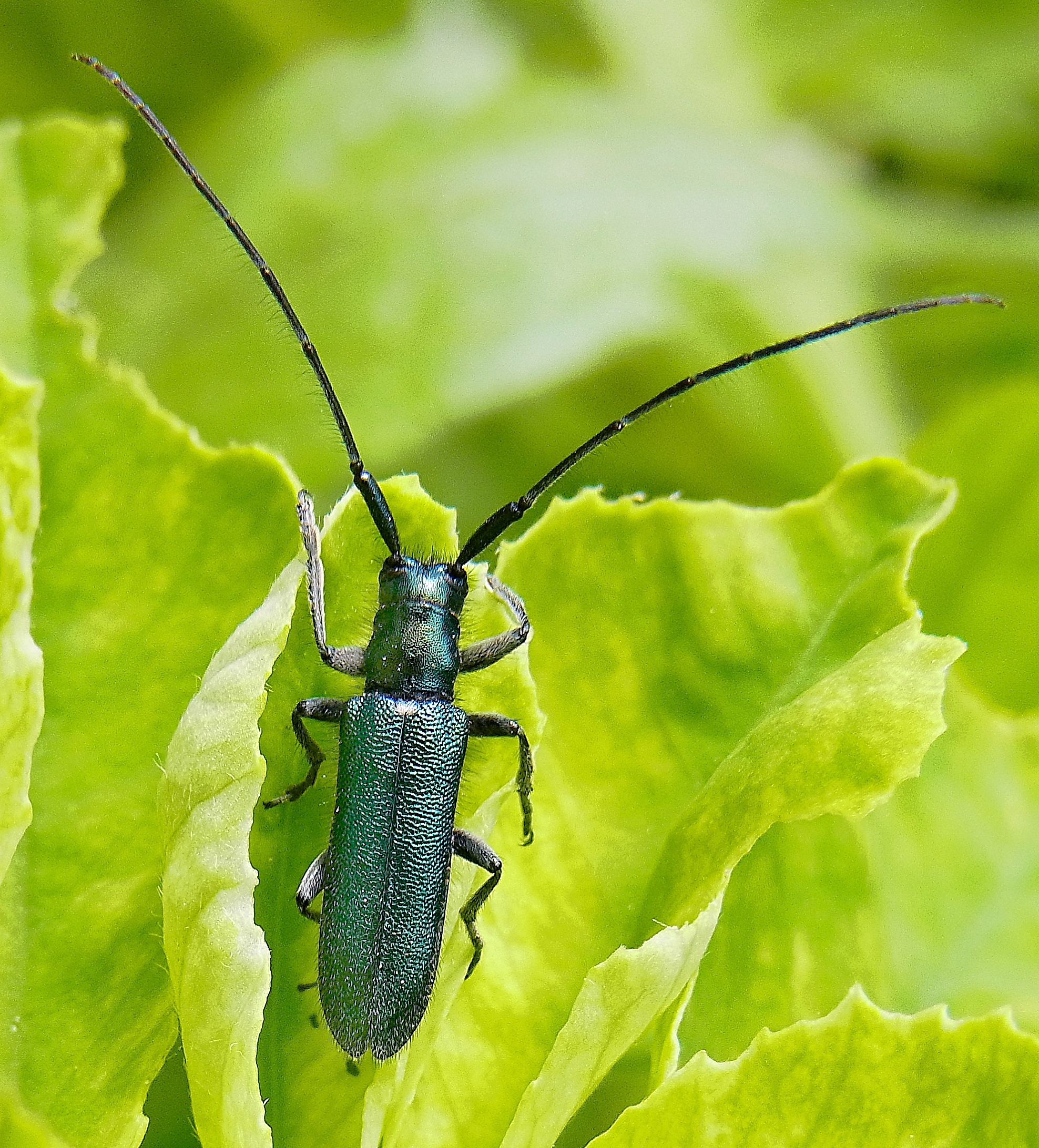
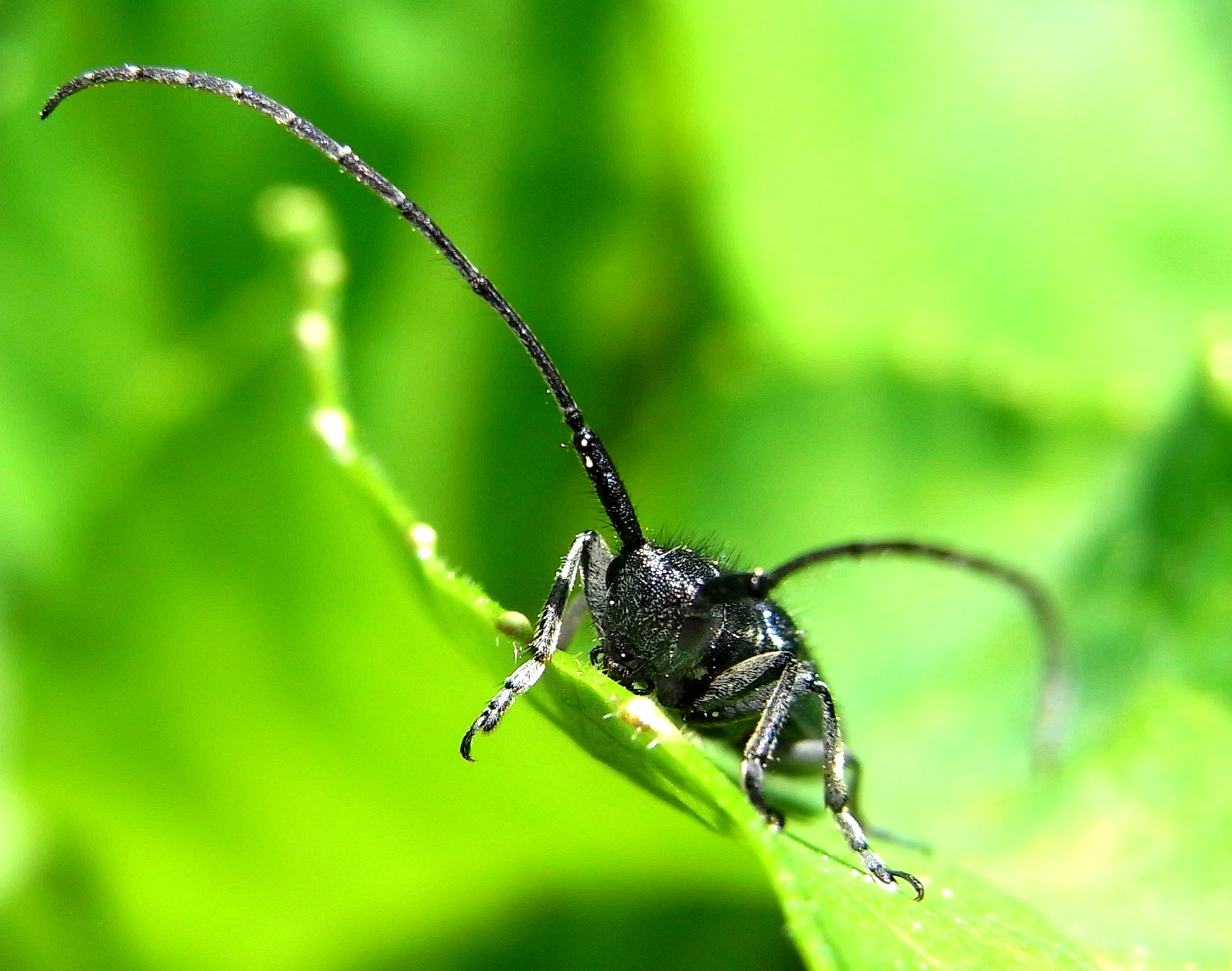
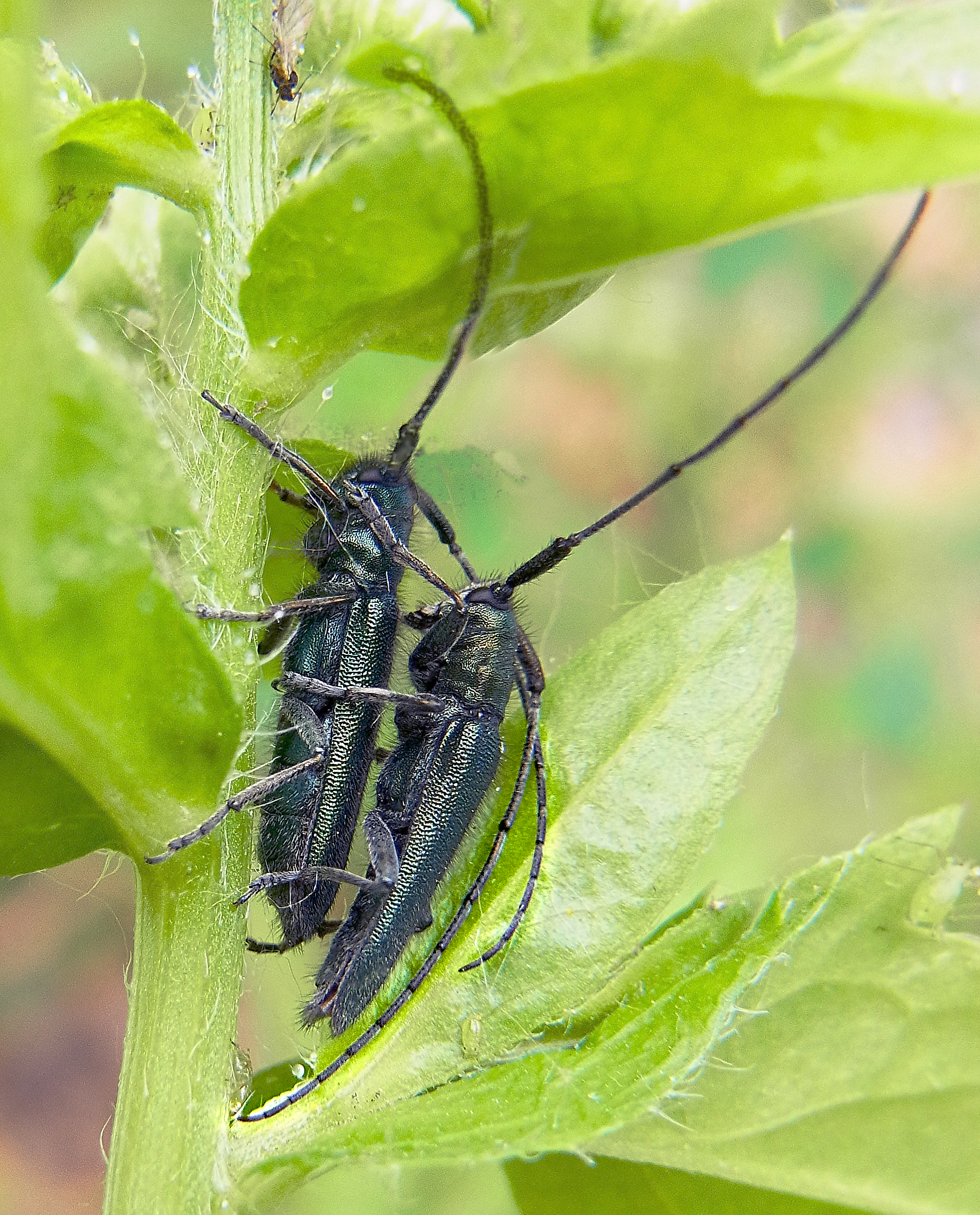